# Tarauacá Airport
Tarauacá Airport (engelska: José Galera dos Santos Airport, portugisiska: Aeroporto José Galera dos Santos, franska: Aéroport José Galera dos Santos) är en flygplats i Brasilien.   Den ligger i kommunen Tarauacá och delstaten Acre, i den västra delen av landet, 2 600 km väster om huvudstaden Brasília. Tarauacá Airport ligger 196 meter över havet.
Terrängen runt Tarauacá Airport är platt. Närmaste större samhälle är Tarauacá, 2,1 km öster om Tarauacá Airport.
I omgivningarna runt Tarauacá Airport växer i huvudsak städsegrön lövskog. Trakten runt Tarauacá Airport är nära nog obefolkad, med mindre än två invånare per kvadratkilometer.